# Trave
Trave (latinsky Travena) je řeka v německé spolkové zemi Šlesvicko-Holštýnsko.
Pramení několik kilometrů od obce Ahrensbök. Dále pak protéká obcemi Bad Segeberg, Bad Oldesloe, Reinfeld (Holstein), Lübeck a vlévá se do Baltského moře. V Lübecku se napojuje na kanál Labe-Lübeck.